# Längenbestimmung
Längenbestimmung ist die Kurzbezeichnung für die Berechnung der astronomischen bzw. der geografischen Länge eines Beobachtungspunktes durch die Winkelmessung nach Gestirnen. Sie ist wegen der Erdrotation eng mit der Zeitmessung gekoppelt.
Die älteste – und gleichzeitig einfachste – Methode ist die Messung des wahren Mittags (größte Sonnenhöhe) und die Feststellung der zugehörigen Zeit. Hatte man eine gute Uhr zur Verfügung, so regelte man diese nach der wahren Ortszeit und konnte sie nach einem Ortswechsel mit der wahren Ortszeit des anderen Punktes vergleichen. Der Unterschied entspricht der Längendifferenz, der Unterschied zur Zeit am Nullmeridian entspricht der geografischen Länge selbst.
Allerdings wurden so genaue Uhren, die „Chronometer“, erst von John Harrison zwischen 1735 und 1770 entwickelt. Bis dahin konnte man verschiedene Ortszeiten bzw. Längenunterschiede nur durch Sternbedeckungen des Mondes ermitteln – die Monddistanzen.

## Klassische Methoden
Die besten Verfahren der Längenbestimmung gediehen erst in den letzten 200 Jahren zur Praxisreife. Es sind insbesondere:
- Die Messung der Meridianpassagen (Meridiandurchgang) von bekannten Sternen. Die jeweilige Sternzeit entspricht dann der R.A.-Koordinate des Sterns und lässt sich in bürgerliche Zeit (Ortszeit) umrechnen. Durch einen Zeitvergleich ergibt sich die Längendifferenz zum Vergleichsort. Diese Methode benötigt keinen Chronometer.
- Die Methode der astronomischen Standlinie (engl. Sumner line), bei der die Höhen zweier Sterne gemessen und mit jenen am gegissten (vermuteten) Ort verglichen werden. Die zugehörigen Standlinien werden in die Seekarte eingetragen (oder digital verarbeitet) und schneiden sich im wahren Ort des Beobachters. Diese Methode benötigt die exakte Zeit, die über eine andere Methode bestimmt werden muss.
- die Methode gleicher Höhen – bei der drei oder mehr Gestirne gemessen und ihre Entfernungskreise berechnet werden. Sie schneiden sich im Ort des Beobachters nach dem Prinzip des Bogenschnitts (siehe auch Astrolabium und Ni2-Astrolab). Auch hierfür benötigt man eine exakte Zeitmessung.
- die Zirkummeridian-Methode (gleiche Sternhöhen beidseits des Meridians). Sie liefert die lokale Zeit, benötigt also keine externe Zeitmessung.
- die Zeit- und Höhenmessung im Ersten Vertikal
- die Simultanmessung von Zeit und Azimut im Vertikal eines terrestrischen Zieles.

## Genauigkeit, Mess- und Instrumentenfehler
Die astronomisch-geodätischen Methoden haben auf Sternwarten ein Genauigkeitspotential von etwa 1 Millisekunde (0,001 s ~ 0,01″ = 20 cm), wenn einige Wiederholungsmessungen durchgeführt werden (siehe auch Durchgangsfehler). Um dies zu erreichen, müssen alle anderen Effekte bis zu 0,01″ berücksichtigt werden, was nicht vollständig möglich ist.
Für Vermessungspunkte (auf freiem Feld) sind Breiten- und Längenbestimmungen auf etwa 0,1″ bis 0,5″ innerhalb 1 Stunde möglich. Dazu dürfen jedoch die Zeitfehler bei der Messung der Sterndurchgänge einige Hundertstelsekunden nicht überschreiten, was nur mit Digitaluhren und einiger Erfahrung des Beobachters gelingt.
Durch gesteuerte Nachführung (z. B. Registriermikrometer, Danjon-Astrolab) oder Einrichtungen zur automatischen Zeitmessung (optoelektronische Beobachtung, Aufnahmen mit CCD-Sensoren usw.) lassen sich die Zeitfehler bei entsprechendem Aufwand auf einige Millisekunden verringern.
Auch instrumentelle Fehler können die Längenbestimmung merklich beeinflussen. Dazu zählen z. B. die Synchronisation der Uhren, der Kippachsfehler und Einflüsse der Temperatur auf das Messinstrument.

## Nicht-astronomische Methoden der Ortsbestimmung
Die meisten neueren Ortungsmethoden bestimmen die Breite und Länge gleichzeitig. Zu ihnen gehören:
- die Funknavigation mit LORAN, Decca, Omega, Consol u. ä.
- die Koppelnavigation bis zur Trägheitsnavigation
- die Satellitengeodäsie – heute v. a. mit GPS
- die Radiointerferometrie (VLBI)